# Lều oxy

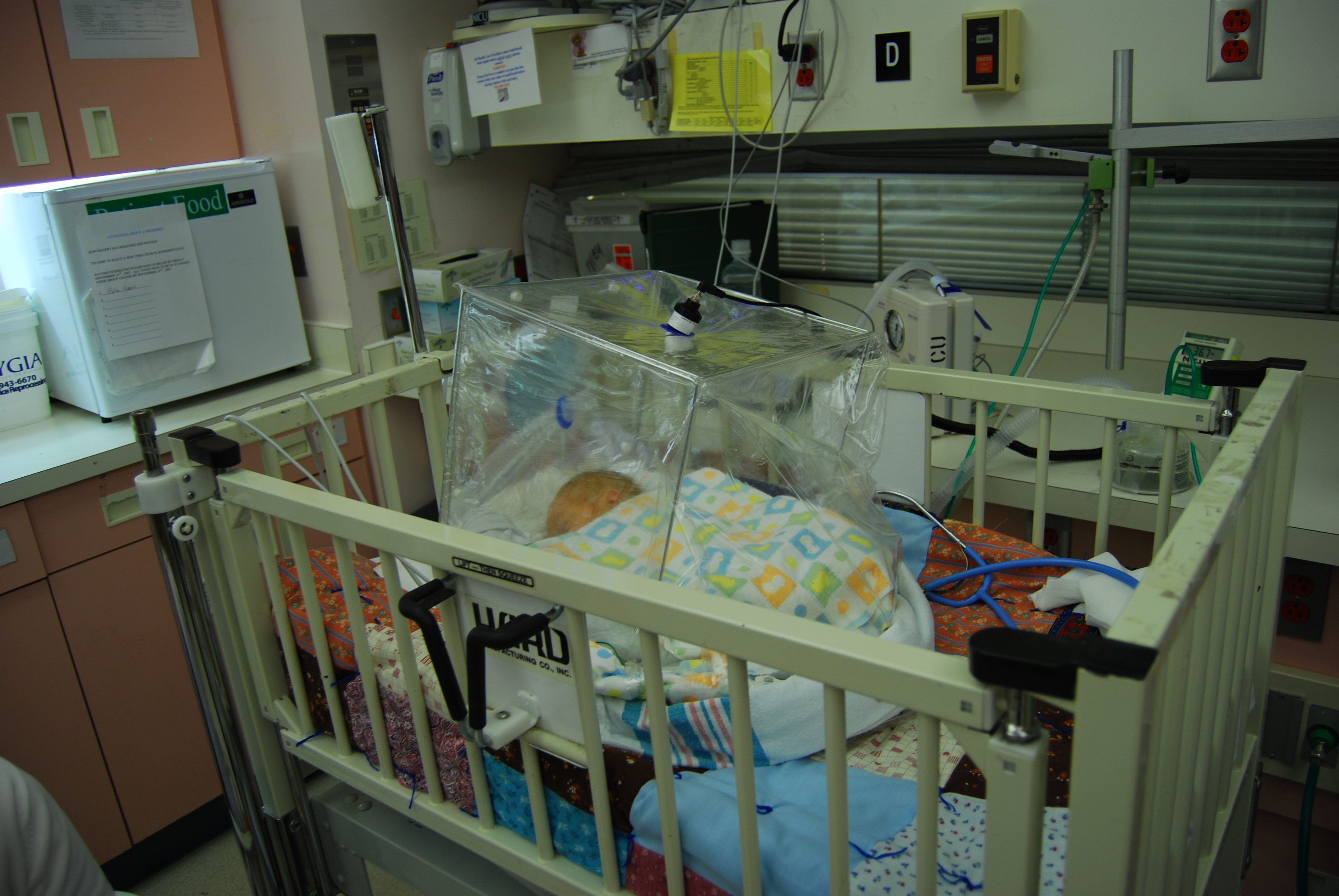
Một trẻ sơ sinh nằm trong lều oxy.

Lều oxy là một màn che được đặt trên đầu và vai hoặc trên toàn bộ cơ thể của bệnh nhân để cung cấp oxy cho bệnh nhân ở mức cao hơn bình thường. Hình thức điều trị này thường được sử dụng trong trường hợp bệnh nhân rơi vào tình trạng khó thở. Lều oxy có thể được sử dụng trong môi trường bệnh viện hoặc bên ngoài cơ sở chăm sóc sức khỏe. Việc điều trị bằng lều oxy có thể là ngắn hạn hoặc dài hạn, tùy theo khuyến nghị của bác sĩ.
Lều oxy thường được làm bằng nhựa PVC trong suốt và có thể bao phủ giường bệnh nhân.